# Villa Pytlik (Mariaweiler)

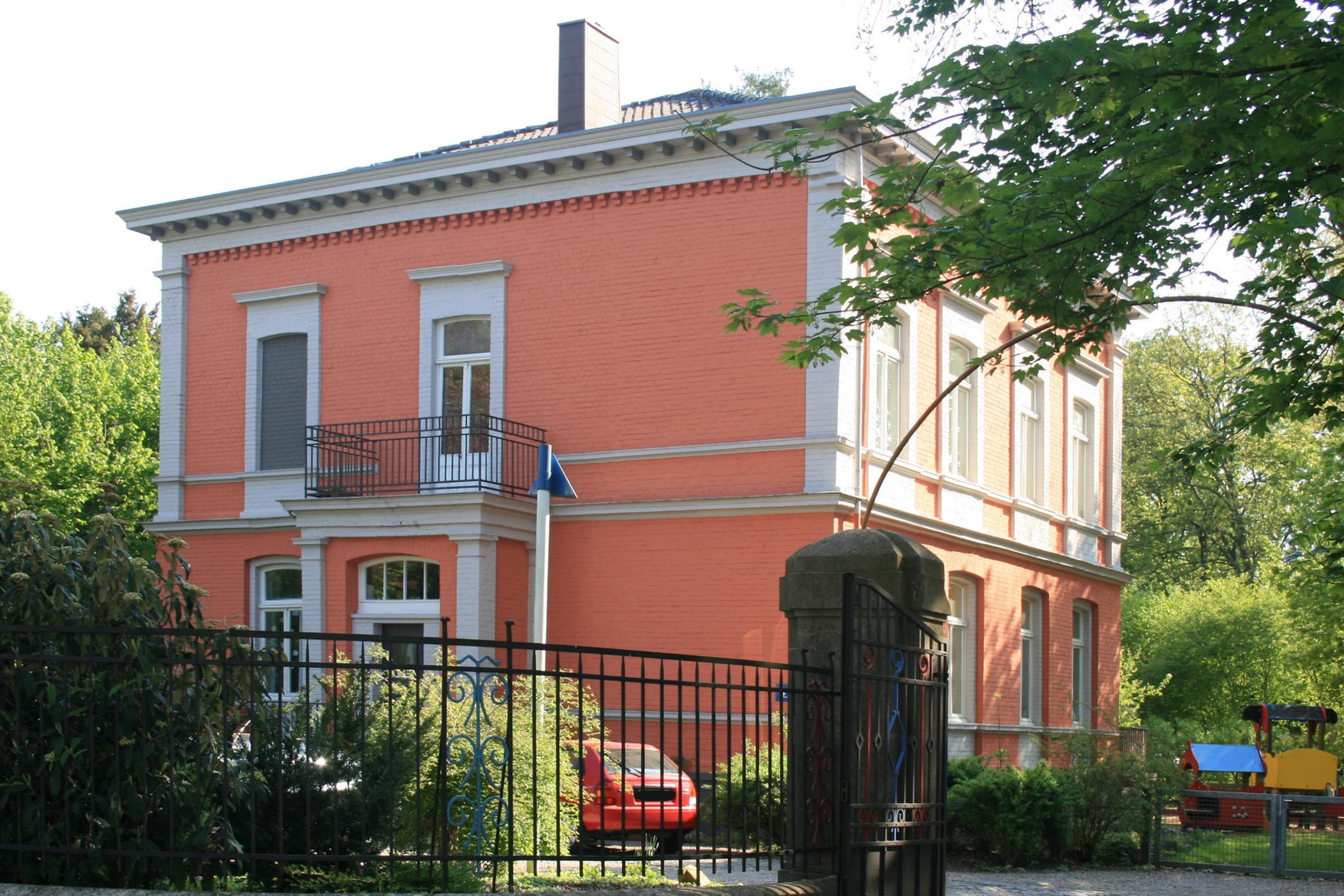
Villa Pytlik

Das Gebäude Villa Pytlik steht im Dürener Stadtteil Mariaweiler in Nordrhein-Westfalen in der Straße Kupfermühle 12.
Das Wohnhaus wurde um 1880 erbaut.
Es wurde benannt nach dem Allgemeinmediziner Dr. Hugo Pytlik, welcher in Mariaweiler praktizierte.
Zur zweigeschossigen spätklassizistischen Backsteinvilla gehört als denkmalgeschütztes Objekt auch der Park. Das Haus steht auf einem erhöhten Sockel. Die Fassade hat Stichbogenfenster und ist durch Gesimszone horizontal gegliedert. Das Gebäude hat ein flaches Zeltdach.
Das Bauwerk ist unter Nr. 9/008 in die Denkmalliste der Stadt Düren eingetragen.